# Sonnefeld

Sonnefeld er en kommune i Landkreis Coburg i Regierungsbezirk Oberfranken i den tyske delstat Bayern.
Sonnefeld ligger i den sydlige udkant af Thüringer Wald cirka midt mellem Coburg og Kronach.

## Inddeling
Kommunen består af 11 landsbyer
| - Bieberbach - Firmelsdorf - Gestungshausen - Hassenberg - Neuses a. Brand - Oberwasungen | - Sonnefeld - Weickenbach - Weischau - Wörlsdorf - Zedersdorf |

I Sonnefeld tales Itzgründisch som er en frankisk dialekt.